# Magnoliales

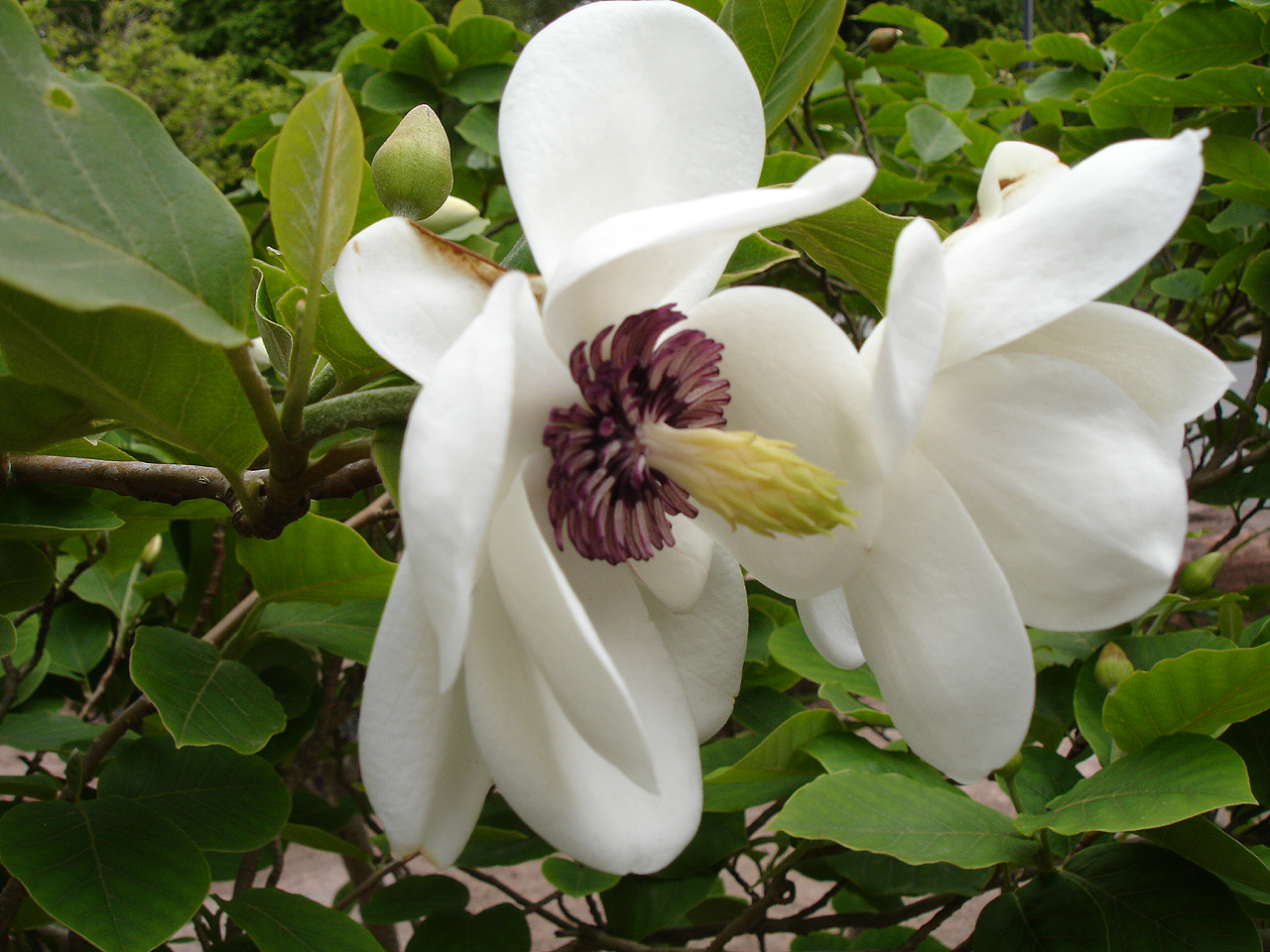
Flores de Magnolia sieboldii var. sieboldii, com os vários órgãos florais arranjados em espiral.

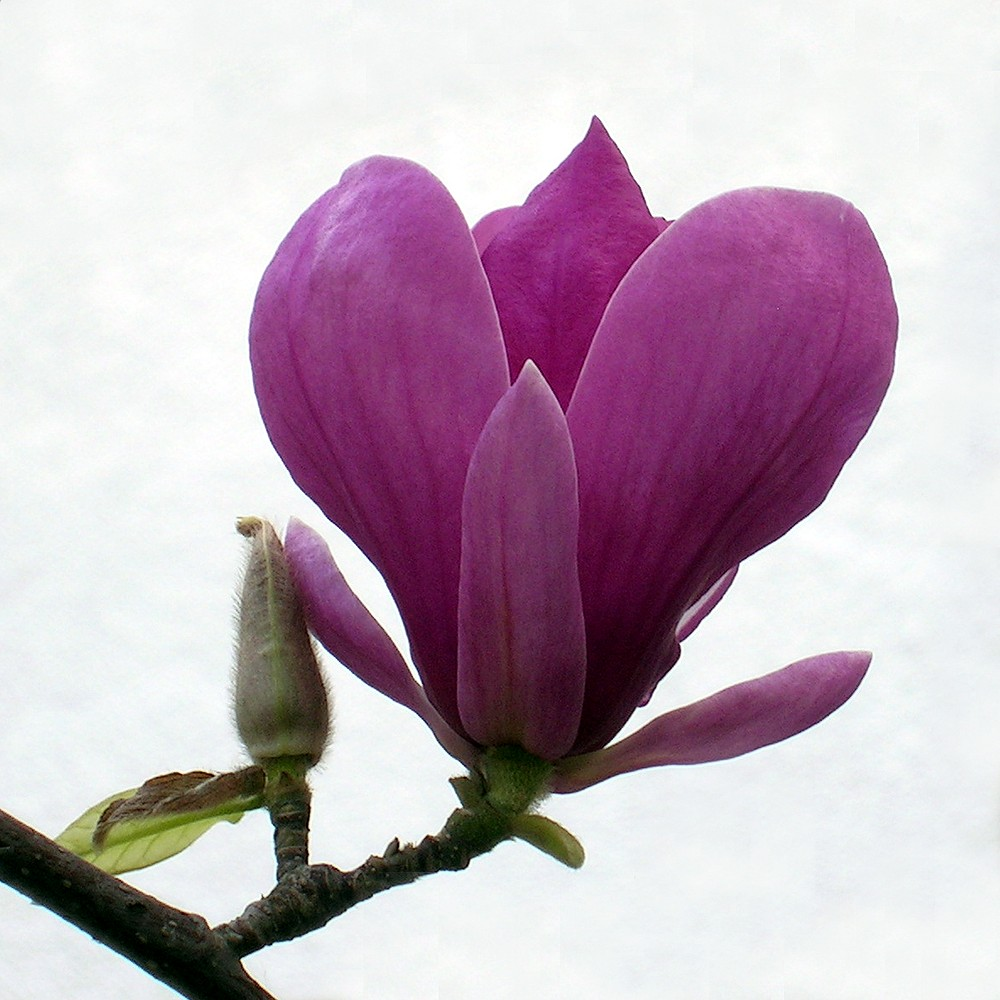
Flor de Magnolia sp.

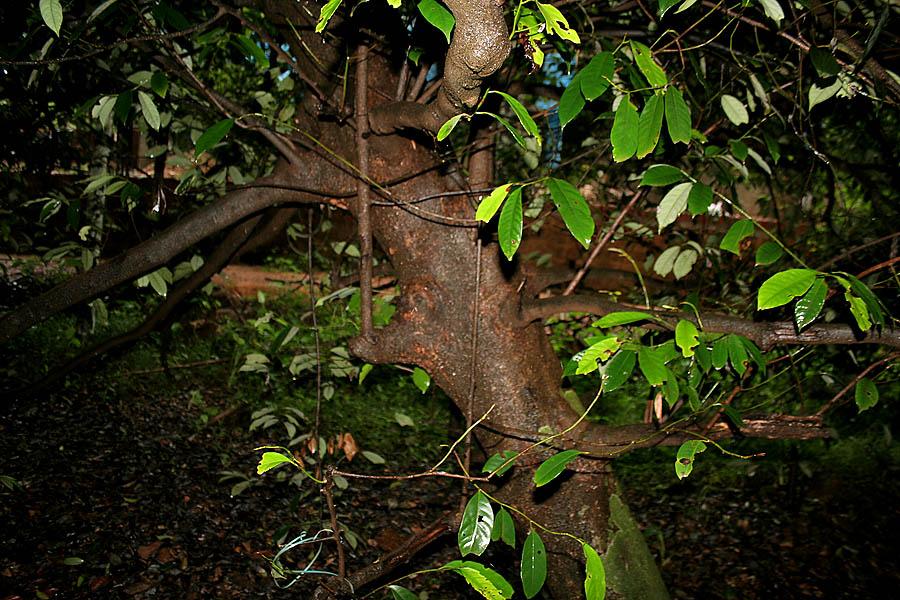
Árvore de Myristica fragrans (Myristicaceae) em Goa.

Magnoliales é uma ordem de plantas com flor (angiospérmicas), considerada pelo sistema APG IV (2016) como parte do clado Magnoliidae das mesangiospérmicas. Na sua presente circunscrição taxonómica a ordem agrupa 6 famílias, com cerca de 3200 espécies validamente descritas.
 Representantes conhecidos dessa ordem são magnólias, noz-moscada, tulipeiro e graviola.

## Descrição
A ordem Magnoliales é constituída por plantas de folha perene ou plantas lenhosas decíduas. As folhas  estão dispostas numa filotaxia do tipo folhas opostas, ficando normalmente dispostas em duas fileiras. As folhas são inteiras, muitas vezes coriáceas e, geralmente, com a margem lisa. As estípulas estão ausentes.
A maioria das espécies produz grandes flores hermafroditas. Os órgãos individuais das flores apresentam um arranjo em espiral, com um eixo relativamente longo e afilado. Todos os órgãos florais estão presentes em grande número. Os carpelos são livres.

## Taxonomia
A ordem Magnoliales adquiriu a sua presente circunscrição taxonómica no sistema APG (1998), mantendo-a inalterada até ao sistema APG IV (2016), presentemente em aplicação. O táxon é considerado parte do grupo informal das Magnoliids, um grupo basal das Angiosperma que agrupa quatro ordens. O táxon irmão é a ordem Laurales.
Na sua presente configuração, a ordem Magnoliales inclui as seguintes 6 famílias:
- Annonaceae — o maior taxon da ordem,[5][6] com cerca de 2400 espécies em 108 a 129 géneros,[2][7] maioritariamente árvores e arbustos, raramente lianas,[6] incluindo diversas árvores fruteiras de elevado interesse económico;[8]
- Degeneriaceae — um género, com uma ou duas espécies de árvores, endémico das ilhas Fiji (Oceano Pacífico);
- Eupomatiaceae — um género, com três espécies de árvores e arbustos, nativo da Nova Guiné e leste da Austrália;
- Himantandraceae — um género, com uma ou duas espécies de árvores e arbustos, nativo das regiões tropicais da Malésia e Austrália;
- Magnoliaceae — dois géneros, com 297 espécies, incluindo as magnólias e os tulipeiros utilizados para fins ornamentais;
- Myristicaceae — na sua presente circunscrição taxonómica integra de 18 a 21 géneros, com de 475 a 500 espécies validamente descritas,[9] incluindo a noz-moscada.

A corrente composição e filogenia das Magnoliales é a constante do seguinte cladograma:
|  | Canellales |
|  |            |
|  | Piperales  |
|  |            |

|  | Degeneriaceae   |
|  |                 |
|  | Himantandraceae |
|  |                 |

|  | Eupomatiaceae |
|  |               |
|  | Annonaceae    |
|  |               |

|  | Degeneriaceae   |
|  |                 |
|  | Himantandraceae |
|  |                 |

|  | Eupomatiaceae |
|  |               |
|  | Annonaceae    |
|  |               |

|  | Degeneriaceae   |
|  |                 |
|  | Himantandraceae |
|  |                 |

|  | Eupomatiaceae |
|  |               |
|  | Annonaceae    |
|  |               |

|  | Degeneriaceae   |
|  |                 |
|  | Himantandraceae |
|  |                 |

|  | Eupomatiaceae |
|  |               |
|  | Annonaceae    |
|  |               |

|  | Degeneriaceae   |
|  |                 |
|  | Himantandraceae |
|  |                 |

|  | Eupomatiaceae |
|  |               |
|  | Annonaceae    |
|  |               |

|  | Degeneriaceae   |
|  |                 |
|  | Himantandraceae |
|  |                 |

|  | Eupomatiaceae |
|  |               |
|  | Annonaceae    |
|  |               |

|  | Degeneriaceae   |
|  |                 |
|  | Himantandraceae |
|  |                 |

|  | Eupomatiaceae |
|  |               |
|  | Annonaceae    |
|  |               |

|  | Degeneriaceae   |
|  |                 |
|  | Himantandraceae |
|  |                 |

|  | Eupomatiaceae |
|  |               |
|  | Annonaceae    |
|  |               |

|  | Degeneriaceae   |
|  |                 |
|  | Himantandraceae |
|  |                 |

|  | Eupomatiaceae |
|  |               |
|  | Annonaceae    |
|  |               |

|  | Degeneriaceae   |
|  |                 |
|  | Himantandraceae |
|  |                 |

|  | Eupomatiaceae |
|  |               |
|  | Annonaceae    |
|  |               |

|  | Degeneriaceae   |
|  |                 |
|  | Himantandraceae |
|  |                 |

|  | Eupomatiaceae |
|  |               |
|  | Annonaceae    |
|  |               |

|  | Degeneriaceae   |
|  |                 |
|  | Himantandraceae |
|  |                 |

|  | Eupomatiaceae |
|  |               |
|  | Annonaceae    |
|  |               |

|  | Degeneriaceae   |
|  |                 |
|  | Himantandraceae |
|  |                 |

|  | Eupomatiaceae |
|  |               |
|  | Annonaceae    |
|  |               |

|  | Degeneriaceae   |
|  |                 |
|  | Himantandraceae |
|  |                 |

|  | Eupomatiaceae |
|  |               |
|  | Annonaceae    |
|  |               |

|  | Degeneriaceae   |
|  |                 |
|  | Himantandraceae |
|  |                 |

|  | Eupomatiaceae |
|  |               |
|  | Annonaceae    |
|  |               |

|  | Degeneriaceae   |
|  |                 |
|  | Himantandraceae |
|  |                 |

|  | Eupomatiaceae |
|  |               |
|  | Annonaceae    |
|  |               |

|  | Canellales |
|  |            |
|  | Piperales  |
|  |            |

|  | Degeneriaceae   |
|  |                 |
|  | Himantandraceae |
|  |                 |

|  | Eupomatiaceae |
|  |               |
|  | Annonaceae    |
|  |               |

|  | Degeneriaceae   |
|  |                 |
|  | Himantandraceae |
|  |                 |

|  | Eupomatiaceae |
|  |               |
|  | Annonaceae    |
|  |               |

|  | Degeneriaceae   |
|  |                 |
|  | Himantandraceae |
|  |                 |

|  | Eupomatiaceae |
|  |               |
|  | Annonaceae    |
|  |               |

|  | Degeneriaceae   |
|  |                 |
|  | Himantandraceae |
|  |                 |

|  | Eupomatiaceae |
|  |               |
|  | Annonaceae    |
|  |               |

|  | Degeneriaceae   |
|  |                 |
|  | Himantandraceae |
|  |                 |

|  | Eupomatiaceae |
|  |               |
|  | Annonaceae    |
|  |               |

|  | Degeneriaceae   |
|  |                 |
|  | Himantandraceae |
|  |                 |

|  | Eupomatiaceae |
|  |               |
|  | Annonaceae    |
|  |               |

|  | Degeneriaceae   |
|  |                 |
|  | Himantandraceae |
|  |                 |

|  | Eupomatiaceae |
|  |               |
|  | Annonaceae    |
|  |               |

|  | Degeneriaceae   |
|  |                 |
|  | Himantandraceae |
|  |                 |

|  | Eupomatiaceae |
|  |               |
|  | Annonaceae    |
|  |               |

|  | Degeneriaceae   |
|  |                 |
|  | Himantandraceae |
|  |                 |

|  | Eupomatiaceae |
|  |               |
|  | Annonaceae    |
|  |               |

|  | Degeneriaceae   |
|  |                 |
|  | Himantandraceae |
|  |                 |

|  | Eupomatiaceae |
|  |               |
|  | Annonaceae    |
|  |               |

|  | Degeneriaceae   |
|  |                 |
|  | Himantandraceae |
|  |                 |

|  | Eupomatiaceae |
|  |               |
|  | Annonaceae    |
|  |               |

|  | Degeneriaceae   |
|  |                 |
|  | Himantandraceae |
|  |                 |

|  | Eupomatiaceae |
|  |               |
|  | Annonaceae    |
|  |               |

|  | Degeneriaceae   |
|  |                 |
|  | Himantandraceae |
|  |                 |

|  | Eupomatiaceae |
|  |               |
|  | Annonaceae    |
|  |               |

|  | Degeneriaceae   |
|  |                 |
|  | Himantandraceae |
|  |                 |

|  | Eupomatiaceae |
|  |               |
|  | Annonaceae    |
|  |               |

|  | Degeneriaceae   |
|  |                 |
|  | Himantandraceae |
|  |                 |

|  | Eupomatiaceae |
|  |               |
|  | Annonaceae    |
|  |               |

|  | Degeneriaceae   |
|  |                 |
|  | Himantandraceae |
|  |                 |

|  | Eupomatiaceae |
|  |               |
|  | Annonaceae    |
|  |               |

Nos sistemas de classificação de base filogenética, e assentes sobre dados de biologia molecular, publicados pelo Angiosperm Phylogeny Group (APG), as Magnoliales são um grupo basal, excluído das eudicots.
Em sistemas mais antigos, de base morfológica, como o sistema de Wettstein (1935), o sistema de Engler (1964), o sistema de Cronquist (1981), o sistema de Thorne (1992), nalguns casos não utilizavam a designação «Magnoliales» (era a ordem Polycarpicae no sistema de Wettstein), mas tinham uma ordem com circunscrição similar, incluindo o mesmo conjunto nuclear de famílias.
Dessa constatação fica claro que as plantas incluídas na ordem Magnoliales pelo APG foram sempre consideradas como aparentadas. Foram sempre colocadas na ordem Magnoliales (ou um predecessor). A diferença resulta de anteriores sistemas terem também incluído outras plantas, as quais foram movidas para outras ordens próximas (dentro das magnoliids) pelo APG.